# (1669) Dagmar
(1669) Dagmar est un astéroïde de la ceinture principale découvert le 7 septembre 1934 par l'astronome allemand Karl Wilhelm Reinmuth. Le lieu de découverte est Heidelberg (024). Sa désignation provisoire était 1934 RS.